# 乔·克拉克
查尔斯·约瑟夫·“喬”·克拉克 PC CC AOE（1939年6月5日—），加拿大政治人物，1979年-80年間為第十六任加拿大总理。他於1972年首次出任加拿大國會下議院議員，1976年當選加拿大進步保守黨黨魁，1979年帶領該黨贏取少數政府，就任總理時為39歲，是加拿大歷史上最年輕的總理。少數政府於同年末倒台，而進步保守黨則於1980年大選落敗，克拉克的總理任期遂告結束；他再於1983年進步保守黨黨魁選舉中敗予布賴恩·馬爾羅尼。
進步保守黨在馬爾羅尼領導下再度執政，期間克拉克曾於聯邦內閣中擔任外交事務國務秘書。他從1993年起暫別政壇，1998年復出並再度出任進步保守黨黨魁，2000年起再任下議院議員。克拉克於2003年離任黨魁，而隨著進步保守黨和加拿大聯盟於同年末合併成新的聯邦保守黨，他亦於2004年離任下議員並淡出政壇。

## 早年生活、涉足政治
乔·克拉克於亞伯達省高河鎮出生，父親為《高河時報》（High River Times）出版商，母親婚前則任法語教師。他就讀高河中學時曾任學生會主席，並編輯該校的學生報，中學畢業後曾於《卡加利先驅報》（Calgary Herald）的體育版當暑期工。他此後到愛民頓的亞伯達大學修讀政治學，期間活躍於校園活動，曾任該校學生報編輯和辯論會成員。
克拉克在大學時期亦開始涉足政治，擔任亞伯達大學的保守派協會副主席。他於1958年參與拉澤特（Alan Lazerte）角逐亞伯達進步保守黨黨魁的競選活動，又於1960年組織示威，抗議當時亞伯達省的執政社會信用黨政府未有提供足夠撥款興建學生宿舍。他於同年從亞伯達大學獲取政治學學士學位，翌年獲執政聯邦進步保守黨政府聘請，為其撰寫講稿和傳單、安排媒體訪問和籌備會議。
他於1962年到新斯科舍省市的戴爾豪斯大學修讀法律，翌年則轉讀温哥华不列颠哥伦比亚大学法學院。他兩度出任聯邦進步保守黨的全國學生聯會主席，在卑詩省期間亦曾效力該省保守黨黨魁富爾頓（Davie Fulton）。然而他的法學院成績因此受到拖累，而他亦有感法學沉悶，因此放棄該學位並返回亞伯達大學修讀政治學碩士，並曾於1965年-67年間任職該校的政治學講師。他繼續參與亞伯達進步保守黨活動，並成為該黨的活動籌備總監。
他於1967年首次參選公職，在當年省選角逐亞伯達省議會的卡加利南選區省議員議席，但以462票之差落敗。克拉克後於同年協助富爾頓角逐聯邦進步保守黨黨魁職位；斯坦菲爾德（Robert Stanfield）最終當選該黨黨魁，並聘請克拉克出任其行政助理。
他於1973年從亞伯達大學獲取政治學碩士學位，同年與作家和律师莫林·麦克提尔（Maureen McTeer）結婚。兩人育有一名女儿凯瑟琳；她是美术历史学研究生，就读于多伦多大学，从事公共关系和广播职业。

## 晉身國會、當選黨魁
克拉克於1972年再度參選，在當年聯邦大選代表進步保守黨角逐亞伯達省的洛磯山選區國會下議院議席，擊敗尋求連任的自由黨候選人當選下議院議員，首次晉身國會，並從1973年起擔任進步保守黨的青年事務評議員。他於1974年聯邦大選在洛磯山選區連任下議員，同年末改任進步保守黨的環境事務評議員。斯坦菲爾德於同年8月宣布辭任黨魁後，部分黨員游說克拉克參選。經過深思熟慮並復習法語後，克拉克於1975年10月宣布角逐黨魁。
黨魁選舉定於1976年2月舉行。面對瓦格納（Claude Wagner）和麥當奴（Flora MacDonald）等重量級候選人，外界早期並未看好克拉克的勝算。然而他在首輪投票後出乎意料地排行第三，僅次於瓦格納和馬爾羅尼；在次輪投票他的得票更升至第二多。有見自己選情不妙，麥當奴於次輪投票後棄選，並鼓勵她的支持者轉投同屬紅色托利派的克拉克。克拉克亦獲其他棄選的紅色托利派候選人支持，遂於第四輪投票以65票之差險勝瓦格納，當選進步保守黨黨魁，兼任加拿大官方反對黨領袖。
當時克拉克在國内知名度不高；他當選黨魁翌日《多倫多星報》頭條稱他為「喬誰？」（"Joe Who?"），與政治魅力甚濃的總理和自由黨黨魁杜魯多比較下更相形見絀。縱雖如此，克拉克著手整頓黨内架構，以求平息自迪芬貝克年代已現的黨内爭鬥。他引入行政黨團會議，以便定出策略在下議院内集中攻擊自由黨施政。1977年下議院辯論時段引入電視轉播，亦讓觀眾見識克拉克質詢杜魯多時的強硬作風，評論有指克拉克的表現偶然更勝杜魯多。進步保守黨於1977年11月進行黨魁檢討，克拉克獲黨員支持留任。

## 出任總理
及至1979年，自由黨已連續執政16年。在失業率、通脹和政府赤字皆高企的局面下，選民求變殷切。杜魯多希望自由黨在多數政府任期末段能重建選民支持，因此待任期將近終結才請示總督解散國會並舉行聯邦大選。當年2月進行的民調顯示，自由黨和進步保守黨的支持度分別為39%和38%。競選期間克拉克集中於國內經濟狀況，抨擊自由黨施政不善，並承諾進步保守黨若當選將削減徵税和政府開支。
進步保守黨在該屆大選贏取136席，多於自由黨的114席。安大略省95個議席中的57席由進步保守黨候選人勝出，為該黨致勝關鍵之一。然而進步保守黨離多數政府地位尚差六席，只能以少數政府姿態上台執政。克拉克本人的洛磯山選區在這次大選前解散，他遂改到新成立的耶洛黑德選區（Yellowhead）競逐連任。他於1979年6月4日（即其40歲生日前一天）宣誓就任總理，成為加國歷來最年輕的總理，以及首位生於加拿大西部的總理。
克拉克的少數政府需與其他政黨（如持有6席的社會信用黨或持有26席的新民主黨）合作才能保著執政地位；社信黨其中一名下議員賈内爾（Richard Janelle）其後轉投進步保守黨，但該黨仍需另外五席才可達致多數地位。縱雖如此，克拉克仍以進步保守黨仿佛擁有多數議席的姿態掌政，並未與任何政黨達成執政聯盟或其他合作協議。另一方面，克拉克的進步保守黨政府雖於1979年5月當選，但下議院待同年10月才復會，是加拿大聯邦成立以來為期最長的下議院休會時期。
進步保守黨於競選期間承諾減稅，但在1979年12月11日公布的財政預算中則提出增加汽油稅，增幅為每加侖18分錢。社信黨的五名下議員要求取消增加汽油稅，但未被財長克羅斯比（John Crosbie）接納。自由黨和新民主黨亦不支持該份預算案，而新民主黨的財政評議員李博則於預算案中加入附帶動議，指執政黨已失去下議院信任。下議院於同月13日表決，自由黨和新民主黨合共139票支持不信任動議，社信黨五名下議員則棄權。進步保守黨其中三名議員則抱恙或在國外公幹而缺席，該黨因此只持有133票。動議獲下議院通過，克拉克的少數政府遂告倒台。
聯邦大選定於1980年2月舉行。自由黨在上屆大選落敗後，杜魯多辭任黨魁，但克拉克政府倒台後自由黨仍未選出新任黨魁，杜魯多遂改變初衷復任領袖。自由黨在該屆大選表現理想，贏取147個議席重拾多數政府地位，進步保守黨則只得103席，克拉克的總理任期遂告結束。他出任總理為期九個月，為歷來任期第五短的加拿大總理。
克拉克少數政府的任期尚短，對加國長遠影響未為顯著。他在任總理期間重組內閣委員會的架構，並引入新程序控制經費，獲其後再度掌政的自由黨政府保留。此外克拉克政府亦引入《資訊自由法》（C-15號法案），以便國民得悉政府記錄。該法案於1979年11月進行二讀，其後呈交下議院法律常務委員會，但克拉克少數政府於12月倒台，法案因此未獲通過。下任自由黨政府以C-15號法案為基礎草擬一份相似的資訊自由法案，1982年7月獲得通過並於1983年7月生效。

## 官方反對黨領袖（1980年-83年）

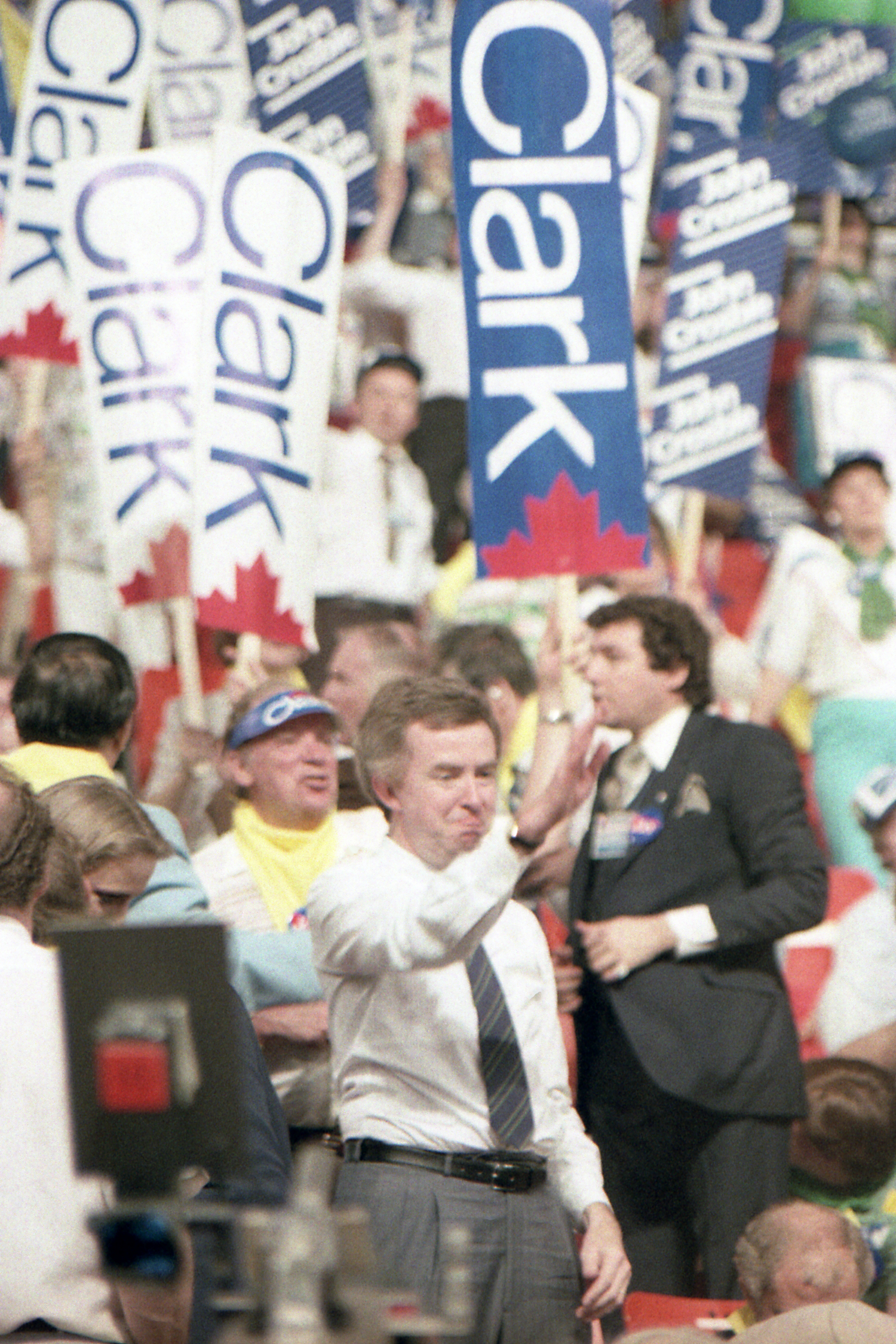
克拉克出席1983年黨魁選舉

進步保守黨失掉執政權後，黨内出現不滿克拉克的呼聲，但他仍於1981年黨全國大會的黨魁檢討中獲取66%的代表支持留任。當時杜魯多的自由黨政府正為加拿大從英國取回制憲權；克拉克拖延此舉的進度，以讓加拿大法院有足夠時間審閱新憲法，並讓聯邦和各省政府就憲法達成妥協，以確保魁北克和加拿大西部民眾的支持。
進步保守黨再於1983年全國大會中舉行另一場黨魁檢討，克拉克這次則獲得66.9%的代表支持。有見自己的支持度在兩年間僅輕微上升，克拉克認為這不足以制衡反對他領導的聲音，因此宣布於1983年6月舉行黨魁選舉並競逐連任，以求獲取黨員認受。
克拉克在這次黨魁選舉的主要對手為他總理任內擔當財長的克羅斯比，以及來自蒙特婁的律師和商人馬爾羅尼。克拉克在首輪投票領先馬爾羅尼和克羅斯比，到第二輪投票馬爾羅尼僅以60多票之差落後於克拉克。第三輪投票的結果與第二輪相若，排行第三的克羅斯比遂棄選。到第四輪投票馬爾羅尼贏取1584票，擊敗得取1325票的克拉克當選黨魁。評論指出該黨偏向右翼的藍色托利派黨員認為克拉克過於左傾，因此支持馬爾羅尼。此外馬爾羅尼來自魁北克且精通英法雙語，部分黨員認為他將有助進步保守黨在魁省贏取議席，這些因素皆被視為對馬爾羅尼的選情有利。

## 馬爾羅尼內閣、暫別政界
在馬爾羅尼領導下，進步保守黨於1984年聯邦大選中取得空前勝利，囊括下議院282席中的211席，為歷來多數優勢最大的下議院議席分佈。連任耶洛黑德選區下議員的克拉克獲新任總理馬爾羅尼邀請入閣，出任外交事務國務秘書（該職位待1993年才升格為外交部長）。他出任該職期間正值埃塞俄比亞饑荒；當時埃塞俄比亞的德爾格政權受到西方國家排斥，在此背景下克拉克協助統籌西方國家向該國伸出援手。他又大力主張向推行種族隔離政策的南非實施經濟制裁；這與當時英美政府的立場有別。他亦致力維護美加關係，以利兩國自由貿易協議的談判過程。
馬爾羅尼執政期間國內一項主要議題為進行修憲，以滿足魁北克民族主義支持者的要求。米治湖修憲協議失敗後，馬爾羅尼於1991年4月調派克拉克出任新設的專責憲政事務部長職位（兼任加拿大樞密院主席），委派他重啓修憲程序。克拉克從同年9月起走訪全國，諮詢各省政府和各地民眾意見。查洛城修憲協議於1992年8月公布，當中包括承認魁北克為一「獨特社會」、確認原住民族擁有自治權、以及改革上議院產生方法；然而該項協議於同年10月舉行的全國公投中被否決。
在修憲失敗和經濟不景等不利因素拖累下，進步保守黨民望大跌，馬爾羅尼遂於1993年2月宣布辭任黨魁和總理。克拉克並未宣布角逐黨魁職位，反之稱自己在冗長的修憲程序中已竭盡所能，並於同月宣布不會在來屆聯邦大選中競逐連任下議員。在金·坎貝爾領導下，進步保守黨在同年6月大選慘敗，執政地位敗予自由黨之餘議席數目更從選前的154席大幅減至僅2席，並在國會内失掉正式政黨地位。克拉克的耶洛黑德選區議席則落入加拿大改革黨手中；進步保守黨候選人在該選區只排行第三。
克拉克離開國會後成立顧問公司，又於1993-94學年在柏克萊加州大學擔任客席教師，並於1993年-96年間出任聯合國秘書長的塞浦路斯特使。他於1994年10月獲頒加拿大同伴勳章（1995年5月敘任）。他從1998年起分別在亞伯達大學和卡爾頓大學出任客座教授。

## 復出政壇
進步保守黨於1993年大敗後，坎貝爾辭任黨魁並由莊社理接任。在其領導下，該黨於1997年大選中贏取20席，取回正式政黨地位。莊社理後於1998年4月宣布辭職並轉戰魁北克省級政壇，而克拉克獲多名進步保守黨黨員游說後於同年6月宣布角逐黨魁職務。在同年10月舉行的首輪投票中，克拉克贏取48.5%選票。三名候選人於首輪投票後棄選，克拉克遂於同年11月舉行的次輪投票中與奧查德（David Orchard）對壘，並以78%得票率當選黨魁。面對當時加拿大右翼選票被進步保守黨和改革黨攤分的局面，改革黨曾嘗試拉攏進步保守黨黨員加盟該黨，但受到克拉克強烈反對。
當時沒有國會議席的克拉克於2000年獲諾華斯高沙省國王—漢茲選區（Kings—Hants）下議員白萊遜禪讓該議席，讓克拉克參與該區補選。補選於同年9月11日舉行，克拉克獲得53％選票贏取該議席重返國會。數星期後自由黨籍總理克雷蒂安宣布將下屆聯邦大選提早至同年11月27日舉行；在克拉克帶領下，進步保守黨在該屆大選中贏取12席，當中大部分議席位於大西洋省份，險保正式政黨地位但仍為國會第五大黨。克拉克本人則返回亞伯達省競逐卡加利中選區下議院議席並當選。同年從改革黨改組而成的加拿大聯盟在大選中贏取66席，繼承改革黨的官方反對黨地位。
克拉克瞭解到進步保守黨和加拿大聯盟瓜分右翼票源的局面只惠及自由黨，因此並未反對兩黨結合，但希望合併程序按照他的意願來進行。及至2001年初，加拿大聯盟黨魁戴國衛受到數項不利消息困擾並失去部分黨員支持。包括副黨魁格雷（Deborah Grey）和下議院官方反對黨首席議員施察奧在內的數名加拿大聯盟黨員於往後數月內自行離開或被逐出黨團，並籌組成「民主代表黨團」（Democratic Representative Caucus），於8月中與進步保守黨高層會面，商討在國會內加強合作。民主代表黨團和進步保守黨從同年9月起在國會結成聯盟，並由克拉克領導。此局面維持至哈珀於2002年3月當選新任加拿大聯盟黨魁為止；民主代表黨團大部分成員重返加拿大聯盟，該組織與進步保守黨的合作關係遂告終結。
縱然克拉克的個人支持度不俗，他未能重建進步保守黨在國内的廣泛支持。他於2002年8月宣佈辭任黨魁，但留任至新黨魁就任為止。彼得·麥凱於2003年5月當選新任黨魁，而進步保守黨和加拿大聯盟高層則在往後數月就合併事宜磋商。麥凱於同年10月16日與哈珀共同宣佈達成協議，將兩黨合併成新的加拿大保守黨。克拉克視此為加拿大聯盟吞併進步保守黨，又質疑新成立的保守黨能否在全國建立廣泛支持以抗衡自由黨。他拒絕加入保守黨黨團，並在其餘下的下議員任期内以獨立議員身份議政。
2004年聯邦大選舉行之際，克拉克宣布無意競逐連任下議員。他指保守黨黨魁哈珀和自由黨黨魁馬田皆為「糟糕的選擇」（"awful choice"），但選擇馬田為兩害取其輕；這番言論受到部分保守黨黨員和保守派媒體猛烈批評。

## 離開政治

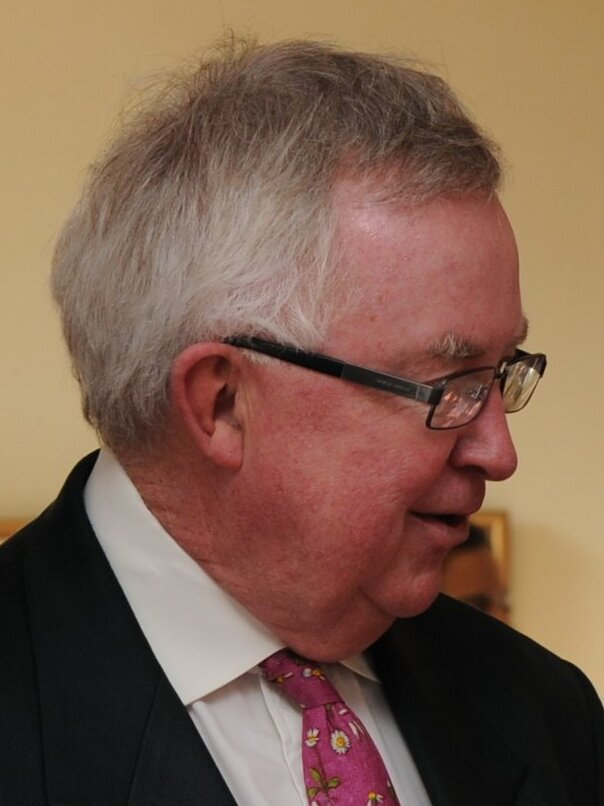
2010年的克拉克

克拉克第二度離開政壇後繼續其顧問業務，並出任數間公司和慈善組織的董事局成員。他亦以卡特中心成員身份到巴基斯坦、多明尼加共和國、喀麥隆、剛果民主共和國、黎巴嫩和尼日利亞等地出任國際考察員，觀察當地選舉。他曾出任全球領導基金會（Global Leadership Foundation）的副主席；該機構由前國家或政府首腦組成，專為現任首腦提供意見和輔導。他曾於美利堅大學出任高級研究員，2006年起則出任麥基爾大學的公私合夥關係教授。

## 榮譽

### 殊勳
| 綬帶 | 勳章                           | 注釋 |
|      | 加拿大同伴勳章（C.C.）         | - 1994年10月19日頒發 - 1995年5月3日敘任                                                                       |
|      | 亞伯達優異勳章                 | - 1983年頒發                                                                                                  |
|      | 伊利沙伯二世銀禧獎章（加拿大） | - 1977年頒發 - 克拉克當時出任加拿大官方反對黨領袖和國會下議院議員，在加拿大排名名單之列，遂獲發此勳章。       |
|      | 加拿大聯邦成立125週年紀念勳章  | - 1992年頒發 - 克拉克為前任總理和加拿大樞密院成員，在加拿大排名名單之列，遂獲發此勳章。                       |
|      | 伊利沙伯二世金禧獎章（加拿大） | - 2002年頒發 - 克拉克為前任總理、加拿大同伴勳章授勳者和加拿大樞密院成員，在加拿大排名名單之列，遂獲發此勳章。 |
|      | 伊利沙伯二世鑽禧獎章（加拿大） | - 2012年頒發 - 克拉克為前任總理、加拿大同伴勳章授勳者和加拿大樞密院成員，在加拿大排名名單之列，遂獲發此勳章。 |
|      | 亞伯達建省百週年獎章           | - 2005年頒發                                                                                                  |
|      | 法語圈國際組織昴宿派司令勳章   | |

### 名譽學位
| 地區     | 年份   | 院校         | 學位             |
| -------- | ------ | ------------ | ---------------- |
|          | 1976年 | 紐賓士域大學 | 法學博士（LL.D） |
|          | 1984年 | 卡加利大學   | [ 54 ]           |
|          | 1985年 | 亞伯達大學   | 法學博士（LL.D） |
| 魁北克省 | 1994年 | 協和大學     | 法學博士（LL.D） |
| 安大略省 | 2009年 | 約克大學     | 法學博士（LL.D） |
| 安大略省 | 2010年 | 卡爾頓大學   | 法學博士（LL.D） |
| 魁北克省 | 2015年 | 麥基爾大學   | 法學博士（LL.D） |

## 外部連結
- （英文）加拿大國會網站 喬·克拉克議員簡介 （页面存档备份，存于）

| 前任： 皮埃尔·特鲁多 | 加拿大总理 1979年－1980年 | 繼任： 皮埃尔·特鲁多 |